# Bibliothèque Monique-Corriveau
La bibliothèque Monique-Corriveau fait partie des vingt-six bibliothèques publiques formant la Bibliothèque de Québec. Elle est située dans l’arrondissement de Sainte-Foy-Sillery-Cap-Rouge. Elle est l’une des plus importantes bibliothèques du réseau de la Bibliothèque de Québec, étant la plus fréquentée après la bibliothèque Gabrielle-Roy.

## Inauguration
La bibliothèque municipale de Sainte-Foy a été inaugurée en 1968. Elle était alors située au 999, rue Roland-Beaudin. Depuis 1986, elle porte le nom de Monique Corriveau. Cette écrivaine québécoise, ayant œuvré principalement dans le domaine jeunesse dont elle est l'une des importantes figures au Québec, a été résidente du quartier Sainte-Foy, de 1952 à sa mort en 1976. Une citation tirée de ses écrits orne un mur extérieur de la bibliothèque : « Écrire est un acte de foi, une main tendue ».

## Déménagement de la bibliothèque

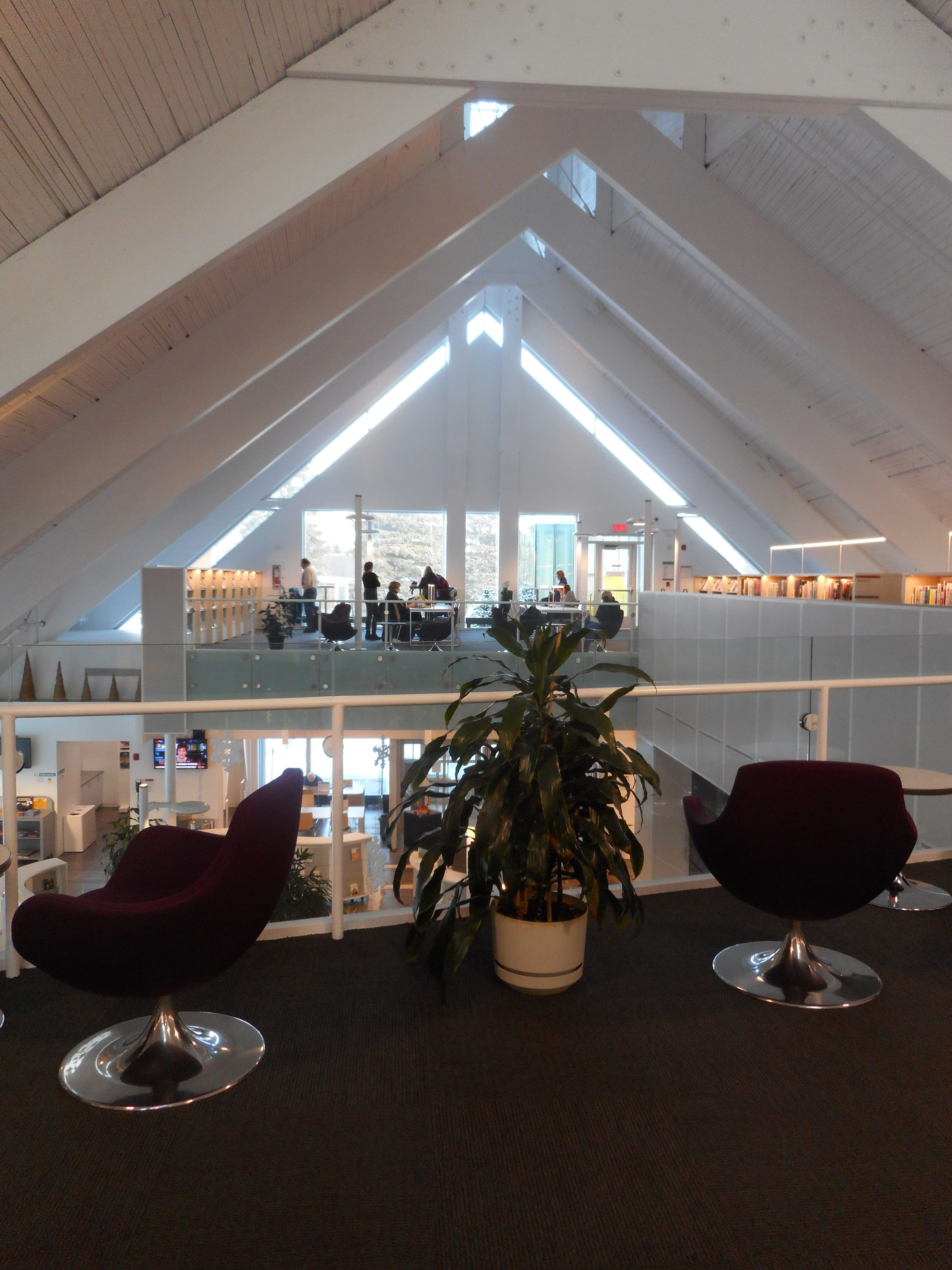
Espace de travail et de rencontre

Le déménagement de la bibliothèque Monique-Corriveau, en 2013, a été marquant dans l'évolution de celle-ci à plusieurs égards. Le choix de l’ancienne église Saint-Denys-du-Plateau, œuvre de l’architecte Jean-Marie Roy datant de 1964, a permis de donner une nouvelle vocation à un bâtiment religieux d’importance. En effet, grâce notamment à son toit brisé, cette église « constitue un repère autant dans l’histoire de l’architecture que dans la ville de Québec et à ce titre, elle fait pleinement partie du patrimoine architectural moderne du Québec ». La conception de la nouvelle bibliothèque s’est également inscrite dans la vision d’une bibliothèque comme « lieu social de rencontre », s’apparentant au concept des bibliothèques tiers lieu.
Le projet de la nouvelle bibliothèque Monique-Corriveau, mené par Dan Hanganu et Côté Leahy Cardas architectes, s’est mérité plusieurs prix d’architecture, dont le Prix du public et le prix dans la catégorie Bâtiments municipaux aux Mérites d’architecture 2014.

## Galerie

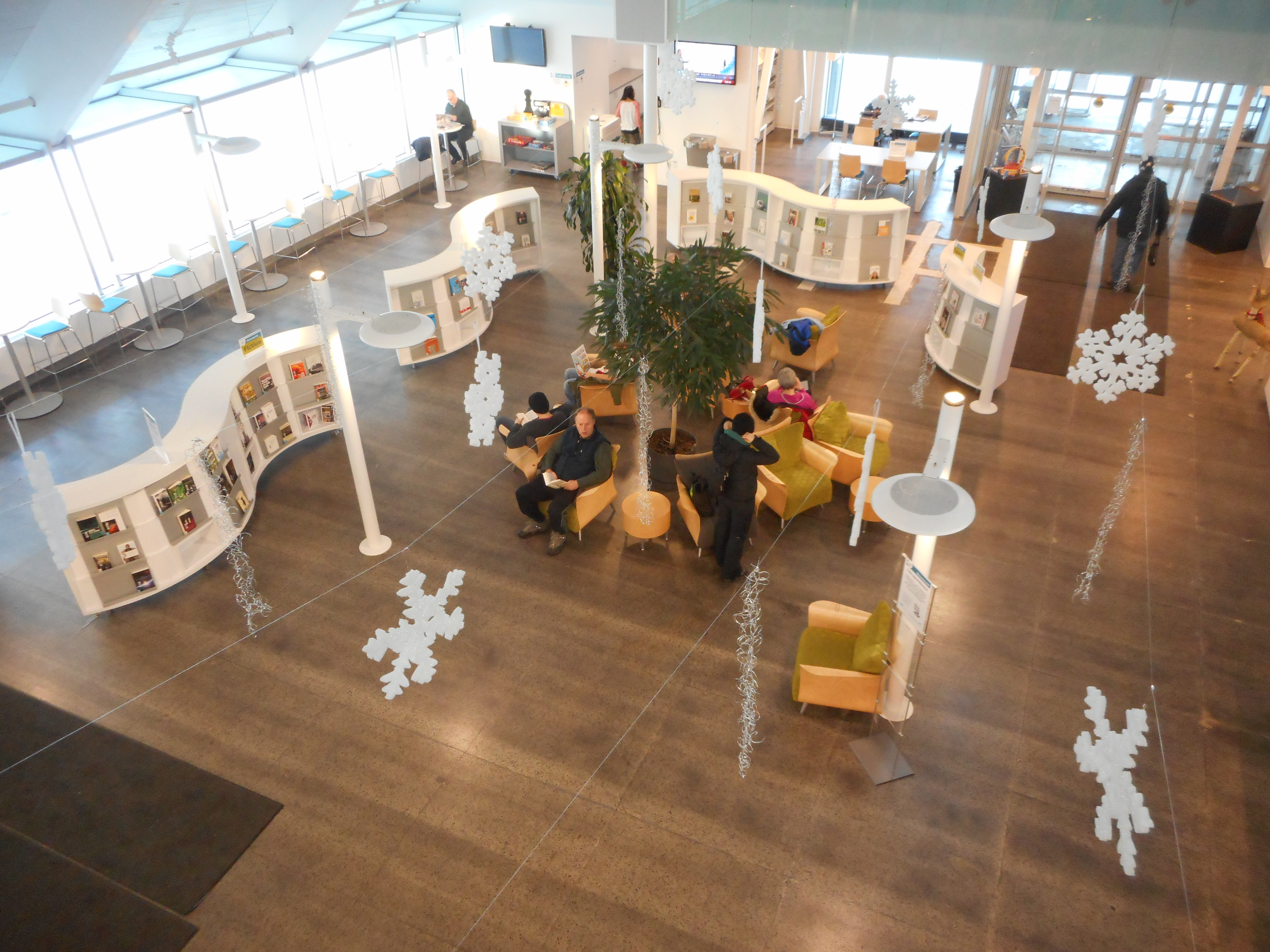
Entrée de la bibliothèque
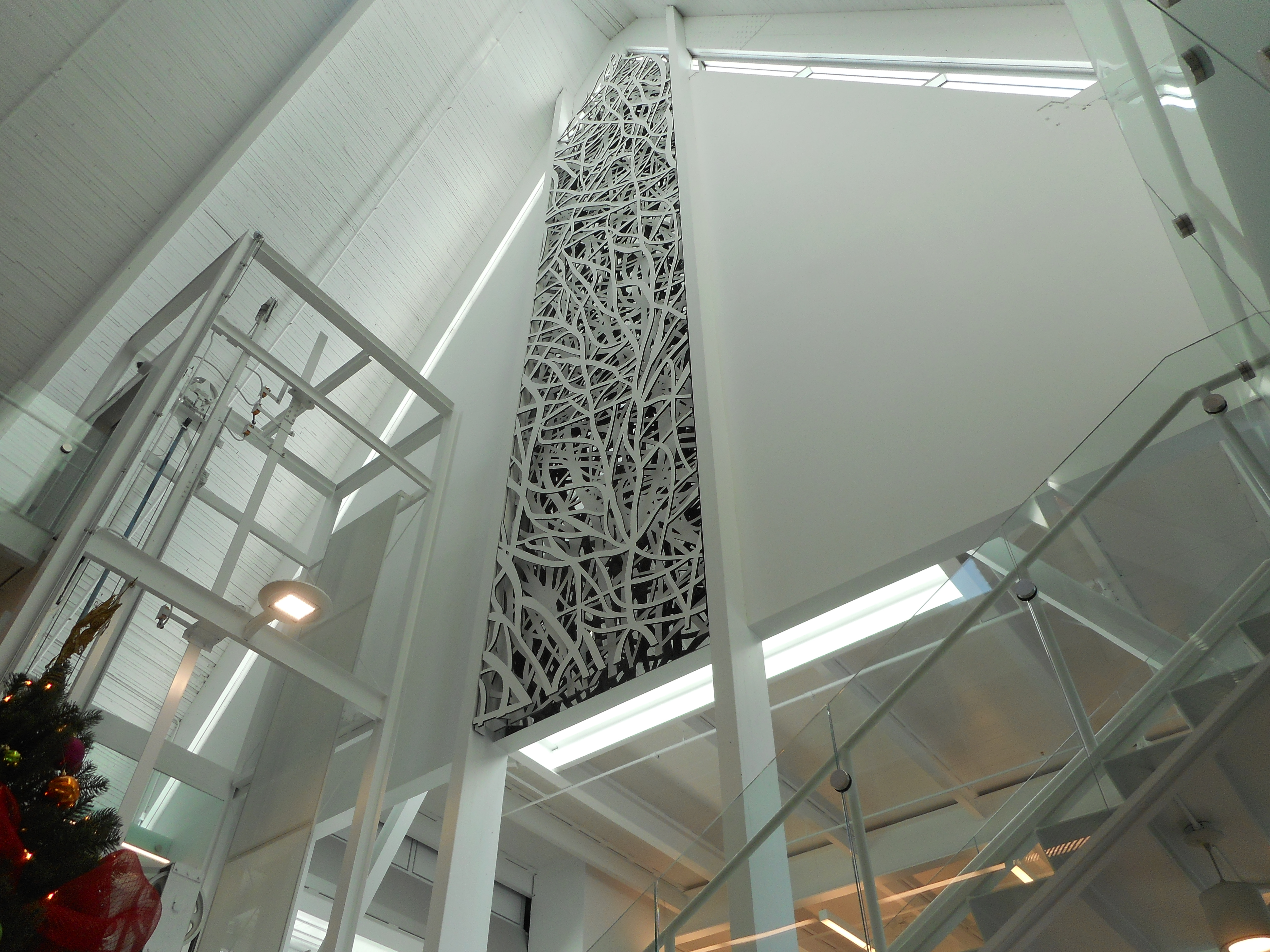
Murale
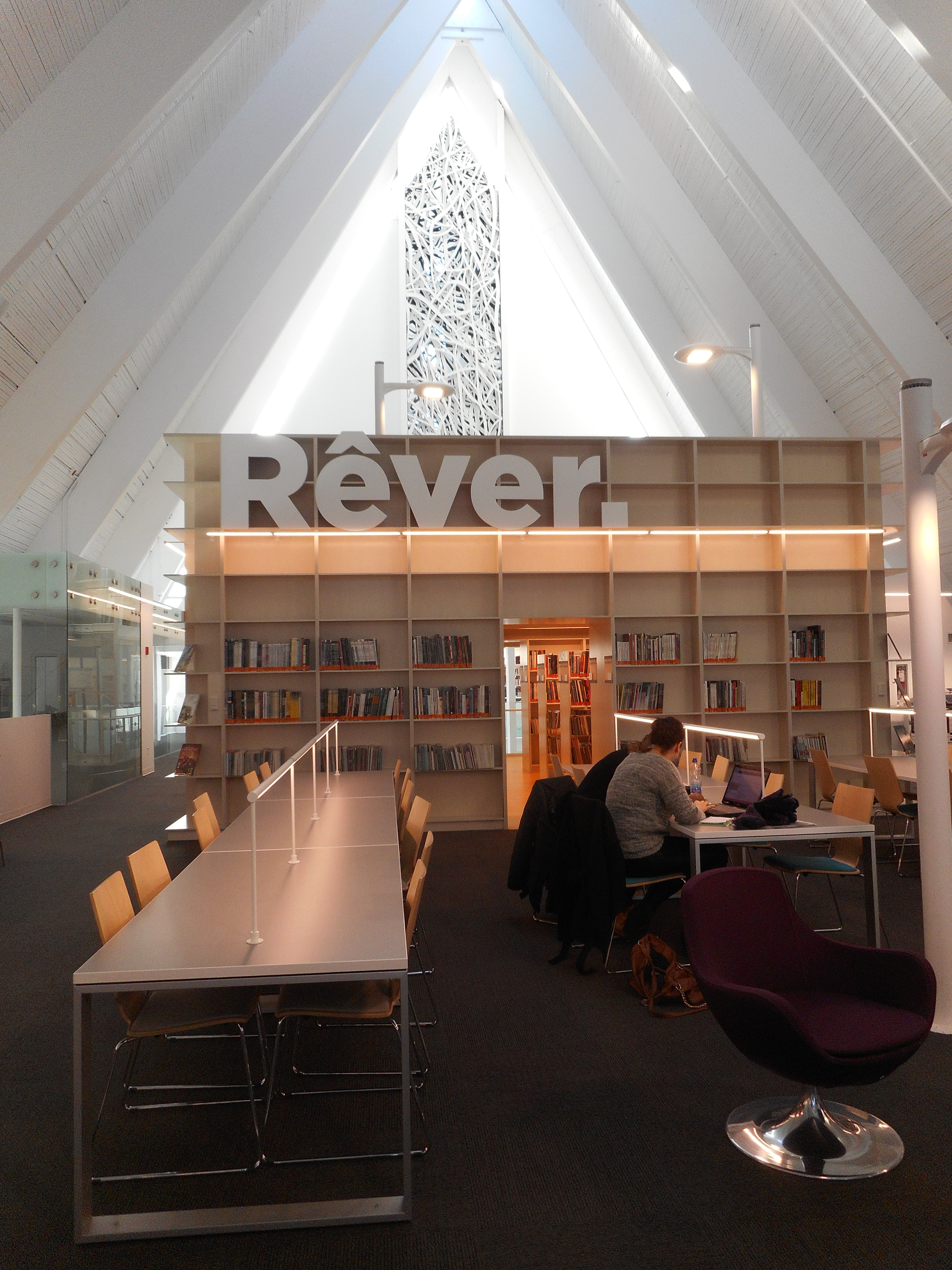
Espace de travail et de lecture